# The King's Cup 2023
La 11.ª edición de The King's Cup se celebra en el Prince Hamzah Hall de Amán, Jordania del 4 al 7 de agosto de 2023.
Esta edición les servirá a las selecciones de Angola, Jordania y México como parte de su preparación para la Copa Mundial de Baloncesto de 2023 que se celebrará conjuntamente en Filipinas, Japón e Indonesia entre el 25 de agosto y el 10 de septiembre de 2023.

## Torneo
| País     | PJ | PG | PP | PF  | PC  | DIF | PTOS |
| -------- | -- | -- | -- | --- | --- | --- | ---- |
| Jordania | 3  | 3  | 0  | 225 | 188 | 37  | 6    |
| México   | 3  | 2  | 1  | 228 | 233 | -5  | 5    |
| Angola   | 3  | 0  | 3  | 199 | 220 | -21 | 0    |
| Portugal | 3  | 1  | 2  | 204 | 215 | -11 | 2    |

Los horarios corresponde al huso horario de Amán, UTC+3.
Fecha 1
| 4 de agosto, 18:00 | México | 78–76 | Angola | Amán                         |
|                    |        |       |        |                              |
|                    |        |       |        | Pabellón: Prince Hamzah Hall |

| 4 de agosto, 20:00 | Jordania | 69–61 | Portugal | Amán                         |
|                    |          |       |          |                              |
|                    |          |       |          | Pabellón: Prince Hamzah Hall |

Fecha 2
| 5 de agosto, 18:00 | Portugal | 71–79 | México | Amán                         |
|                    |          |       |        |                              |
|                    |          |       |        | Pabellón: Prince Hamzah Hall |

| 5 de agosto, 20:00 | Jordania | 70–56 | Angola | Amán                         |
|                    |          |       |        |                              |
|                    |          |       |        | Pabellón: Prince Hamzah Hall |

Fecha 3
| 7 de agosto, 18:00 | Angola | 67–72 | Portugal | Amán                         |
|                    |        |       |          |                              |
|                    |        |       |          | Pabellón: Prince Hamzah Hall |

| 7 de agosto, 20:00 | Jordania | 86–71 | México | Amán                         |
|                    |          |       |        |                              |
|                    |          |       |        | Pabellón: Prince Hamzah Hall |